# World Rugby Pacific Nations Cup 2022
World Rugby Pacific Nations Cup 2022 fu la 15ª edizione della World Rugby Pacific Nations Cup, torneo annuale di rugby a 15 tra le selezioni nazionali delle isole del Pacifico.
L'edizione venne disputata a distanza di due anni dall'ultima apparizione del 2019, a causa della pandemia di COVID-19, e vide competervi oltre alle storiche isolane Figi, Samoa e Tonga l'Australia A, seconda selezione nazionale, che ritornò a contendere la coppa dall'ultima apparizione del 2008.
Il torneo si svolse interamente nelle Figi, a Suva e Lautoka, nel mese di luglio con la formula del girone unico all'italiana con gare di sola andata e fu vinto da Samoa per la quarta volta.

## Incontri

### 1ª giornata
| Arbitro: | Jaco Peyper |

|                                           |    |                                                      |
| McReight 23’, 55’ Lonergan 52’ Tuttle 75’ | mt | 4’ S. Lam 20’, 77’ Ah Wong 27’ Leuila 68’ Taumateine |
| Lonergan 24’, 56’ Hodge 76’               | tr | 5’, 27’, 70’ Iona                                    |

| Arbitro: | Ben O’Keeffe |

|                                                             |      |  |
| Ratuva 7’ Wainiqolo 11’ Ravouvou 25’ Tuicuvu 56’ Habosi 63’ | mt   |  |
| Tela 8’, 26’, 57’, 64’                                      | tr   |  |
| Tuicuvu 38’                                                 | c.p. |  |

### 2ª giornata
| Arbitro: | Graham Cooper |

|                                            |      |                           |
| Niuia 35’, 46’, 52’ Manu 63’ McFarland 77’ | mt   | 21’ F. Paea 28’ Poloniati |
| Alatimu 36’, 64’ Leuila 78’                | tr   | 29’ Faiva                 |
| Alatimu 19’                                | c.p. | 5’, 8’ Faiva              |

| Arbitro: | Wayne Barnes |

|                                           |      |                                                   |
| Tamanivalu 24’ Botia 34’ Ratuniyarawa 56’ | mt   | 13’ Sinclair 28’ Pietsch 47’ Daugunu 63’ Williams |
|                                           | tr   | 14’, 48’, 64’ Lonergan                            |
| Tela 8’                                   | c.p. | 19’, 70’ Lonergan                                 |

### 3ª giornata
| Arbitro: | Brendon Pickerill |

|                             |      |                                                     |
| Moli 3’, 51’ Fonokalafi 69’ | mt   | 14’, 70’ Daugunu 41’ Gleeson 45’ Stewart 73’ Tuttle |
| Havili 52’, 70’             | tr   | 42’, 46’, 61’ Lonergan 74’ Donaldosn                |
| Havili 39’                  | c.p. | 36’ Lonergan                                        |

| Arbitro: | Jordan Way |

|                       |      |                    |
| Tuisue 20’ Lomani 30’ | mt   | 43’, 70’ Lam       |
| Volavola 21’, 32’     | tr   | 44’, 71’ Ione      |
| Volavola 40’, 51’     | c.p. | 14’, 55’, 74’ Ione |

## Classifica
|  | Squadra     | G | V | N | P | P+ | P-  | P±  | B | PT |
|  | ----------- | - | - | - | - | -- | --- | --- | - | -- |
|  | Samoa       | 3 | 3 | 0 | 0 | 88 | 64  | +24 | 2 | 14 |
|  | Australia A | 3 | 2 | 0 | 1 | 97 | 71  | +26 | 4 | 12 |
|  | Figi        | 3 | 1 | 0 | 2 | 74 | 55  | +19 | 2 | 6  |
|  | Tonga       | 3 | 0 | 0 | 3 | 40 | 109 | -69 | 0 | 0  |